# Volta Ciclista a Catalunya 2008
La Volta a Catalunya 2008, ottantottesima edizione della corsa e valevole come settima prova dell'UCI ProTour 2008, si svolse in un prologo più sei tappe dal 19 al 25 maggio 2008, per un percorso totale di 1 032 km. Lo spagnolo Gustavo César Veloso si aggiudicò la corsa, concludendo le tappe in 24 ore 29 minuti e 22 secondi, alla media di 42,14 km/h.

## Tappe
| Tappa  | Data      | Percorso                          | km    | Vincitore di tappa | Leader cl. generale  |
| ------ | --------- | --------------------------------- | ----- | ------------------ | -------------------- |
| Prol.  | 19 maggio | Lloret de Mar (cron. individuale) | 3,7   | Thor Hushovd       | Thor Hushovd         |
| 1ª     | 20 maggio | Riudellots de la Selva > Banyoles | 167,8 | Thor Hushovd       | Thor Hushovd         |
| 2ª     | 21 maggio | Banyoles > La Seu d'Urgell        | 191,9 | Cyril Dessel       | Cyril Dessel         |
| 3ª     | 22 maggio | La Seu d'Urgell > Ascó            | 217,2 | Pierrick Fédrigo   | Rémi Pauriol         |
| 4ª     | 23 maggio | Ascó > El Vendrell                | 163,5 | Sylvain Chavanel   | Rémi Pauriol         |
| 5ª     | 24 maggio | El Vendrell > Pallejà             | 163,9 | Francesco Chicchi  | Rémi Pauriol         |
| 6ª     | 25 maggio | Pallejà > Barcellona              | 124   | José Luis Carrasco | Gustavo César Veloso |
| Totale | Totale    | Totale                            | 1 032 |                    |                      |

## Squadre partecipanti
| N.      | Cod. | Squadra            |
| ------- | ---- | ------------------ |
| 1-8     | GCE  | Caisse d'Epargne   |
| 11-18   | CSC  | Team CSC-Saxo Bank |
| 21-28   | THR  | Team High Road     |
| 31-38   | EUS  | Euskaltel-Euskadi  |
| 41-48   | AST  | Astana             |
| 51-58   | ALM  | AG2R La Mondiale   |
| 61-68   | BTL  | Bouygues Télécom   |
| 71-78   | COF  | Cofidis            |
| 81-88   | C.A  | Crédit Agricole    |
| 91-98   | FDJ  | Française des Jeux |
| 101-108 | GST  | Team Gerolsteiner  |

| N.      | Cod. | Squadra             |
| ------- | ---- | ------------------- |
| 112-118 | LAM  | Lampre-N.G.C.       |
| 121-128 | LIQ  | Liquigas            |
| 131-138 | QST  | QuickStep           |
| 141-148 | RAB  | Rabobank            |
| 151-158 | SDV  | Saunier Duval-Scott |
| 161-168 | SIL  | Silence-Lotto       |
| 171-178 | MRM  | Team Milram         |
| 181-188 | ACA  | Andalucía-Cajasur   |
| 191-198 | KGZ  | Karpin Galicia      |
| 201-208 | TSL  | Team Slipstream     |
| 211-218 | AGR  | Agritubel           |

## Dettagli delle tappe

### Prologo
- 19 maggio: Lloret de Mar – Cronometro individuale – 3,7 km

Risultati
| Pos. | Corridore           | Squadra         | Tempo |
| ---- | ------------------- | --------------- | ----- |
| 1    | Thor Hushovd        | Crédit Agricole | 4'37" |
| 2    | George Hincapie     | High Road       | a 6"  |
| 3    | José Iván Gutiérrez | C. d'Epargne    | a 7"  |

| Pos. | Corridore           | Squadra         | Tempo |
| ---- | ------------------- | --------------- | ----- |
| 1    | Thor Hushovd        | Crédit Agricole | 4'37" |
| 2    | George Hincapie     | High Road       | a 6"  |
| 3    | José Iván Gutiérrez | C. d'Epargne    | a 7"  |

### 1ª tappa
- 20 maggio: Riudellots de la Selva > Banyoles – 177,8 km

Risultati
| Pos. | Corridore      | Squadra         | Tempo    |
| ---- | -------------- | --------------- | -------- |
| 1    | Thor Hushovd   | Crédit Agricole | 4h07'35" |
| 2    | Bernhard Eisel | High Road       | s.t.     |
| 3    | Leonardo Duque | Cofidis         | s.t.     |

| Pos. | Corridore       | Squadra         | Tempo    |
| ---- | --------------- | --------------- | -------- |
| 1    | Thor Hushovd    | Crédit Agricole | 4h12'02" |
| 2    | Leonardo Duque  | Cofidis         | a 14"    |
| 3    | George Hincapie | High Road       | a 16"    |

### 2ª tappa
- 21 maggio: Banyoles > La Seu d'Urgell - 191,9 km

Risultati
| Pos. | Corridore       | Squadra         | Tempo    |
| ---- | --------------- | --------------- | -------- |
| 1    | Cyril Dessel    | AG2R La Mon.    | 5h10'30" |
| 2    | Janez Brajkovič | Astana          | a 34"    |
| 3    | Rémi Pauriol    | Crédit Agricole | s.t.     |

| Pos. | Corridore       | Squadra         | Tempo    |
| ---- | --------------- | --------------- | -------- |
| 1    | Cyril Dessel    | AG2R La Mon.    | 9h23'03" |
| 2    | Rémi Pauriol    | Crédit Agricole | a 18"    |
| 3    | Haimar Zubeldia | Euskaltel       | a 25"    |

### 3ª tappa
- 22 maggio: La Seu d'Urgell > Ascó - 217,2 km

Risultati
| Pos. | Corridore            | Squadra         | Tempo    |
| ---- | -------------------- | --------------- | -------- |
| 1    | Pierrick Fédrigo     | Bouygues Tél.   | 5h06'01" |
| 2    | Aleksandr Bočarov    | Crédit Agricole | s.t.     |
| 3    | Gustavo César Veloso | Karpin Galicia  | s.t.     |

| Pos. | Corridore       | Squadra         | Tempo     |
| ---- | --------------- | --------------- | --------- |
| 1    | Rémi Pauriol    | Crédit Agricole | 14h29'33" |
| 2    | Haimar Zubeldia | Euskaltel       | a 7"      |
| 3    | Janez Brajkovič | Astana          | a 8"      |

### 4ª tappa
- 23 maggio: Ascó > El Vendrell – 163,5 km

Risultati
| Pos. | Corridore        | Squadra         | Tempo    |
| ---- | ---------------- | --------------- | -------- |
| 1    | Sylvain Chavanel | Cofidis         | 3h52'15" |
| 2    | Thor Hushovd     | Crédit Agricole | a 2'32"  |
| 3    | Bernhard Eisel   | High Road       | s.t.     |

| Pos. | Corridore       | Squadra         | Tempo     |
| ---- | --------------- | --------------- | --------- |
| 1    | Rémi Pauriol    | Crédit Agricole | 18h24'25" |
| 2    | Josep Jufré     | Saunier Duval   | a 2"      |
| 3    | Haimar Zubeldia | Euskaltel       | a 7"      |

### 5ª tappa
- 24 maggio: El Vendrell > Pallejà – 163,9 km

Risultati
| Pos. | Corridore         | Squadra      | Tempo    |
| ---- | ----------------- | ------------ | -------- |
| 1    | Francesco Chicchi | Liquigas     | 3h44'17" |
| 2    | Leonardo Duque    | Cofidis      | s.t.     |
| 3    | Markus Zberg      | Gerolsteiner | s.t.     |

| Pos. | Corridore       | Squadra         | Tempo     |
| ---- | --------------- | --------------- | --------- |
| 1    | Rémi Pauriol    | Crédit Agricole | 22h08'42" |
| 2    | Josep Jufré     | Saunier Duval   | a 2"      |
| 3    | Haimar Zubeldia | Euskaltel       | a 7"      |

### 6ª tappa
- 25 maggio: Pallejà > Barcellona – 124 km

Risultati
| Pos. | Corridore            | Squadra        | Tempo    |
| ---- | -------------------- | -------------- | -------- |
| 1    | José Luis Carrasco   | Andalucía      | 2h20'38" |
| 2    | Gustavo César Veloso | Karpin Galicia | s.t.     |
| 3    | Francisco Ventoso    | Andalucía      | a 7"     |

| Pos. | Corridore            | Squadra         | Tempo     |
| ---- | -------------------- | --------------- | --------- |
| 1    | Gustavo César Veloso | Karpin Galicia  | 24h29'22" |
| 2    | Rigoberto Urán       | C. d'Epargne    | a 16"     |
| 3    | Rémi Pauriol         | Crédit Agricole | a 21"     |

## Evoluzione delle classifiche
| Tappa              | Vincitore          | Classifica generale  | Classifica scalatori | Classifica mete volanti | Classifica a punti | Classifica squadre |
| ------------------ | ------------------ | -------------------- | -------------------- | ----------------------- | ------------------ | ------------------ |
| Prol.              | Thor Hushovd       | Thor Hushovd         | non assegnata        | non assegnata           | Thor Hushovd       | Crédit Agricole    |
| 1ª                 | Thor Hushovd       | Thor Hushovd         | Dario Cioni          | Freddy Bichot           | Thor Hushovd       | Crédit Agricole    |
| 2ª                 | Cyril Dessel       | Cyril Dessel         | Christophe Moreau    | Freddy Bichot           | Thor Hushovd       | AG2R La Mondiale   |
| 3ª                 | Pierrick Fédrigo   | Rémi Pauriol         | Christophe Moreau    | Freddy Bichot           | Thor Hushovd       | Astana             |
| 4ª                 | Sylvain Chavanel   | Rémi Pauriol         | Christophe Moreau    | Sylvain Chavanel        | Thor Hushovd       | Astana             |
| 5ª                 | Francesco Chicchi  | Rémi Pauriol         | Christophe Moreau    | Manuel Quinziato        | Thor Hushovd       | Astana             |
| 6ª                 | José Luis Carrasco | Gustavo César Veloso | Christophe Moreau    | Manuel Quinziato        | Thor Hushovd       | Astana             |
| Classifiche finali | Classifiche finali | Gustavo César Veloso | Christophe Moreau    | Manuel Quinziato        | Thor Hushovd       | Astana             |

## Classifiche finali

### Classifica generale
| Pos. | Corridore            | Squadra         | Tempo     |
| ---- | -------------------- | --------------- | --------- |
| 1    | Gustavo César Veloso | Karpin Galicia  | 24h29'22" |
| 2    | Rigoberto Urán       | C. d'Epargne    | a 16"     |
| 3    | Rémi Pauriol         | Crédit Agricole | a 21"     |
| 4    | Josep Jufré          | Saunier Duval   | s.t.      |
| 5    | Daniel Navarro       | Astana          | a 23"     |
| 6    | Haimar Zubeldia      | Euskaltel       | a 28"     |
| 7    | Janez Brajkovič      | Astana          | a 29"     |
| 8    | Pierrick Fédrigo     | Bouygues Tél.   | a 31"     |
| 9    | Thomas Löfkvist      | High Road       | a 34"     |
| 10   | Gorka Verdugo        | Euskaltel       | s.t.      |

### Classifica a punti
| Pos. | Corridore            | Squadra         | Punti |
| ---- | -------------------- | --------------- | ----- |
| 1    | Thor Hushovd         | Crédit Agricole | 79    |
| 2    | Gustavo César Veloso | Karpin Galicia  | 48    |
| 3    | Leonardo Duque       | Cofidis         | 46    |
| 4    | Markus Zberg         | Gerolsteiner    | 45    |
| 5    | Bernhard Eisel       | High Road       | 36    |

### Classifica scalatori
| Pos. | Corridore               | Squadra       | Punti |
| ---- | ----------------------- | ------------- | ----- |
| 1    | Christophe Moreau       | Agritubel     | 68    |
| 2    | Christophe Riblon       | AG2R La Mon.  | 46    |
| 3    | Francisco José Martínez | Andalucía     | 42    |
| 4    | Dimitri Champion        | Bouygues Tél. | 37    |
| 5    | Amets Txurruka          | Euskaltel     | 33    |

### Classifica sprint
| Pos. | Corridore               | Squadra         | Punti |
| ---- | ----------------------- | --------------- | ----- |
| 1    | Manuel Quinziato        | Liquigas        | 12    |
| 2    | Josep Jufré             | Saunier Duval   | 7     |
| 3    | Jérôme Coppel           | F. des Jeux     | 5     |
| 4    | Francisco José Martínez | Andalucía       | 5     |
| 5    | Thor Hushovd            | Crédit Agricole | 4     |

### Classifica squadre
| Pos. | Squadra             | Tempo     |
| ---- | ------------------- | --------- |
| 1    | Astana              | 73h29'57" |
| 2    | Saunier Duval-Scott | a 21"     |
| 3    | Française des Jeux  | a 1'43"   |
| 4    | AG2R La Mondiale    | a 2'32"   |
| 5    | Karpin Galicia      | s.t.      |